# Teleopsis dalmanni
Teleopsis dalmanni är en tvåvingeart som först beskrevs av Christian Rudolph Wilhelm Wiedemann 1830.  Teleopsis dalmanni ingår i släktet Teleopsis och familjen Diopsidae. Inga underarter finns listade i Catalogue of Life.